# Bronzani Majdan
Bronzani Majdan (cyr. Бронзани Мајдан) – wieś w Bośni i Hercegowinie, w Republice Serbskiej, w mieście Banja Luka. W 2013 roku liczyła 590 mieszkańców.